# 倪秋萍
倪秋萍，京劇琴師，師承王少卿學京劇音樂藝術，後長年擔任梅蘭芳的京劇二胡（京二胡）琴師，1948年，梅蘭芳領銜主演中國史上第1部自製彩色京劇電影《生死恨》（同時是中國史上第1部自製彩色電影，導演是費穆）的京劇二胡就是他演奏的（京劇胡琴；京胡和劇藝顧問；音樂指導是他的老師王少卿，場面領導；鼓師是王燮元）。